# 张加波
张加波（1965年5月—），汉族，浙江平阳人，中华人民共和国政治人物。

## 生平
1982年7月，平阳第二中学高中毕业。1988年7月，毕业于清华大学经济管理学院国民经济管理专业。1988年，在广东省深圳市建设银行工作。10月，调中共平阳县委办公室，先后任秘书、综合科科长。1991年2月加入中国共产党。1994年7月，任中共平阳县委办公室副主任。1996年1月，任中共水头镇委书记。1997年12月，任平阳县人民政府副县长。1999年11月，任瑞安市人民政府副市长。2003年1月，任中共瑞安市委常委、常务副市长。2004年9月，任温州市人民政府副秘书长。
2007年5月，任温州市公共资源交易管理委员会办公室主任。2009年8月，任中共永嘉县委副书记、副县长、代县长。2010年1月，任中共永嘉县委副书记、县长。2011年6月，出任中共玉环县委书记。2012年7月14日，连任中共玉环县县委书记、常委、委员。2016年5月10日，林先华继任。2016年5月，担任台州市人民政府副市长。2018年9月，担任中共台州市委常委，纪委书记。2019年，担任台州市监察委员会主任。
2022年8月，调任中共温州市委副书记。